# Гильом VII (граф Ангулема)

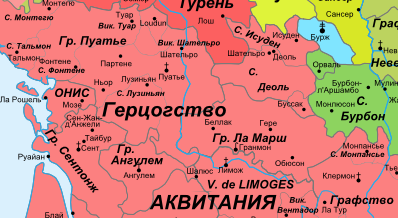
Графство Ангулем на карте центральной Франции 1180 г.

Гильом VII Тайлефер (фр. Guillaume VII Taillefer; ум. до 1186) — граф Ангулема. Второй сын Гильома VI и Маргариты де Тюренн.
Родился ок. 1153/55 г.
В 1181 году после смерти старшего брата — Вульгрина III предъявил права на Ангулем. Однако графство захватил Ричард Львиное Сердце, который в качестве герцога Аквитании объявил себя опекуном Матильды — дочери Вульгрина III (хотя Ангулем в то время не считался частью Аквитании).
Гильом VII и его брат Эмар (Адемар) бежали в Лимож, к своему брату по матери виконту Адемару V.
Дата смерти Гильома VII не известна (до 1186 года, вероятно — 1185). В 1192 году Эмар при поддержке французского короля Филиппа Августа утвердился в Ангулеме.